# 洪吉童传
《洪吉童传》是朝鲜文学史上较早出现的文人国语小说，也是朝鲜首部反映农民起义以及首部反映社会改革理想的小说。《洪吉童传》的作者许筠出生于官宦家庭。但受其庶子出身的老师影响，他同情社会地位卑贱的人。许筠曾与朴应犀、徐羊甲等庶子出身的人物密谋在弼州起义，但计划泄露，1618年8月12日被以谋反罪处死。他被处死后，这部小说被朝鲜列为禁书，长期以来只是在民间密谋流传，直到1905年翰南书林根据民间流传版本内容，以木刻版的形式出版了翰南本。:832-841:278:152

## 主要内容
朝鲜在经历了壬辰倭乱和丙子胡乱之后，田园荒芜，民不聊生。但封建统治阶级的党争却愈演愈烈，地方豪绅和官吏横征暴敛。经过两次战争洗礼的百姓已经无法容忍封建统治阶级的腐败政治，社会矛盾激化。《洪吉童传》真实地反映了当时的时代要求。小说以农民起义军领袖洪吉童的民间传说故事为基础创作，描写了庶子出身的洪吉童由封建嫡庶差别制度叛逆者成长为农民起义领袖，并建立理想社会“硉岛国”（“栗岛国”）的过程。作者对封建家庭制度和嫡庶差别制度进行了揭露和批判，表现出反对封建压迫、剥削的思想和进行社会改革理想:838-834:150-152。

## 艺术特色
作品最大的艺术特色是以浪漫主义的形式表现现实主义的内容，是浪漫主义与现实主义的完美结合。小说对当时社会鄙视庶流的社会制度，地方豪绅、官吏大肆聚敛不义之财，百姓生活毫无保障的描写都是非常真实的。与此同时，小说以富于传奇色彩的浪漫主义手法叙述故事。小说的主人公洪吉童被塑造成一位可以呼风唤雨，在天地间自由翱翔，并具有分身术的神通广大的人物。他率领众人智取寺院财物，用法术劫取官府粮仓，夺取地方豪绅和贪官的不义之财，甚至化装成御史惩罚不法官吏。作品还以浪漫手法描写了“圣君”代替“暴君”的乌托邦式的理想社会“硉岛国”，表现出广大人民对平等社会的憧憬与向往。:839-840

## 《水浒传》的影响与区别
《洪吉童传》是许筠在中国小说《水浒传》的影响和启发下创作的。虽然两部小说都是以农民起义为题材，但《洪吉童传》并不效仿《水浒传》。两者在素材、人物形象，以及作品结构、表现手法等方面都有着明显的差异。首先，《洪吉童传》描述的是洪吉童及其“活贫党”劫富济贫的义举，而《水浒传》是梁山好汉的反抗斗争。其次，《洪吉童传》围绕洪吉童一位主人公展开描写，《水浒传》的主人公是一个群体。另外，《洪吉童传》的结构是“一人一代记”的性质，最后以建立理想的为“硉岛国”结局。而《水浒传》是通过环环相套，逐个引出梁山各位英雄，最终以梁山一百单八将逼上梁山的失败结局。最后，《洪吉童传》在表现手法上采用了富于传奇色彩的幻想手法，而《水浒传》则基本是现实主义的描写。:840-841